# 容器包装に係る分別収集及び再商品化の促進等に関する法律
容器包装に係る分別収集及び再商品化の促進等に関する法律（ようきほうそうにかかるぶんべつしゅうしゅうおよびさいしょうひんかのそくしんとうにかんするほうりつ、平成7年6月16日法律第112号）は、日本における循環型社会形成を推進する法律のうち、容器包装廃棄物の排出抑制、分別収集、リサイクル等に関する法律である。容器包装リサイクル法（ようきほうそうリサイクルほう）とも呼ばれる。
制定法は、1995年（平成7年）12月15日、1996年（平成8年）6月15日および1997年（平成9年）4月1日の3回に分けて施行された。2000年（平成12年）4月1日には一部規定の適用除外期間が経過し完全施行された。

## 制定の背景
日本経済の発展に伴って廃棄物の発生量が増大したため、1991年（平成3年）に「再生資源の利用の促進に関する法律」（現：資源の有効な利用の促進に関する法律）が制定され、再生資源の計画的な有効利用を進めるための基本方針が定められた。
容器包装廃棄物は、一般廃棄物の大部分を占めるものであり、このリサイクルは十分に行われていなかった。このため、廃棄物として処理されていた容器包装の資源の有効利用の促進を図るため、この法律が1995年（平成7年）に制定された。

## 目的
この法律は、容器包装廃棄物の排出の抑制並びにその分別収集及びこれにより得られた分別基準適合物の再商品化を促進するための措置を講ずること等により、一般廃棄物の減量及び再生資源の十分な利用等を通じて、廃棄物の適正な処理及び資源の有効な利用の確保を図り、もって生活環境の保全及び国民経済の健全な発展に寄与することを目的とする（第1条）。

## 対象となる容器包装
同法において「容器包装」とは、「商品の容器及び包装（商品の容器及び包装自体が有償である場合を含む。）であって、当該商品が費消され、又は当該商品と分離された場合に不要になるもの」と定義されている（第2条第1項）。
容器包装のうち、再商品化義務対象となる容器包装は次の4つに分類されている。
- ガラス製容器
- PETボトル
- 紙製容器包装
- プラスチック製容器包装

また、「特定容器」とは、「容器包装のうち、商品の容器であるものとして主務省令で定めるものをいう（第2条第2項）。」とされ、スチール缶、アルミ缶、ガラス瓶、段ボール箱、紙の箱、ポリエチレンテレフタレート製の瓶、プラスチック製の箱などが概ねこれに該当する（同法施行規則第1条及び別表第1）。

## 平成18年の改正
「容器包装に係る分別収集及び再商品化の促進等に関する法律の一部を改正する法律（平成18年6月15日法律第76号）」によって法改正がなされ、この改正法は、公布の日、2006年（平成18年）12月1日、2007年（平成19年）4月1日、及び2008年（平成20年）4月1日の4回に分けて施行された。
見直しの基本的方向として、以下が規定された。
1. 容器包装廃棄物の3Rの推進。
2. リサイクルに要する社会全体のコストの効率化。
3. 国、自治体、事業者、国民等すべての関係者の連携。

そして改正法での規定は主に、以下の4点である。
1. レジ袋等の容器包装を多く用いる小売業者に対し、レジ袋の有償化、マイバッグの配布等の取組など、排出抑制を促進するための措置の導入。
2. 事業者が市町村の再商品化の合理化に寄与する程度を勘案して市町村に資金を拠出する仕組みの創設。
3. 罰則の強化による事業者間の公平性の確保。
4. 円滑なリサイクルに向けた国の方針の明確化。

これを受けて、一般家庭からのゴミの排出の際、従来は「燃えるゴミ」「燃やせないゴミ」「金属類」「ガラス類」程度の区分しかなかったものが、商品パッケージについては「プラスチック製容器」（食品トレイ、ビニール袋など）、「PETボトル」、「ガラス瓶」（ドリンク剤やドレッシングなどの空き瓶）、「紙包装」などと細かい分別が求められるようになり、また、汚れもできる限り除去してから排出するように求められるようになった地区が多い。

## 令和2年の改正法施行
2020年（令和2年）7月1日の改正法施行により、プラスチック製買物袋を扱うスーパーマーケットやコンビニエンスストアなどの小売店で、レジ袋（持ち手のあるプラスチック製買物袋）の有料配布が義務になった。

## 構成
- 第1章 - 総則（第1条・第2条）
- 第2章 - 基本方針等（第3条-第6条）
- 第3章 - 再商品化計画（第7条）
- 第4章 - 排出の抑制（第7条の2-第7条の7）
- 第5章 - 分別収集（第8条-第10条の2）
- 第6章 - 再商品化の実施（第11条-第20条）
- 第7章 - 指定法人（第21条-第32条）
- 第8章 - 雑則（第33条-第45条）
- 第9章 - 罰則（第46条-第49条）
- 附則

## 主務官庁
様々な分野に関連するため、主管官庁は、環境省、経済産業省、財務省、厚生労働省及び農林水産省と多数にわたっている。